# Кит (сузір'я)
Кит (лат. Cetus) — сузір'я Південної півкулі неба. Розташоване у т. зв. «водному» районі небесної сфери, поруч із сузір'ями Водолія, Риб і Ерідана.

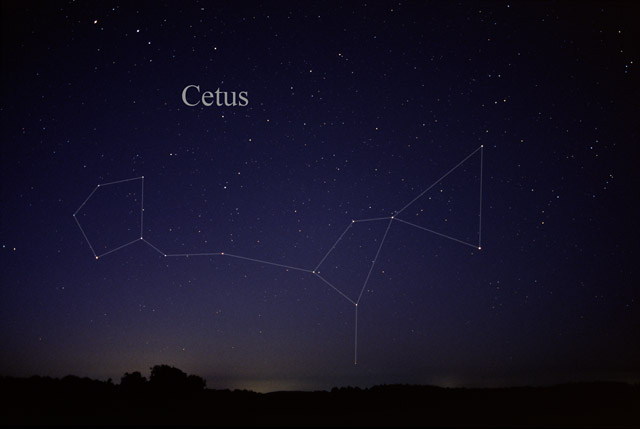
Сузір'я Кита неозброєним оком.

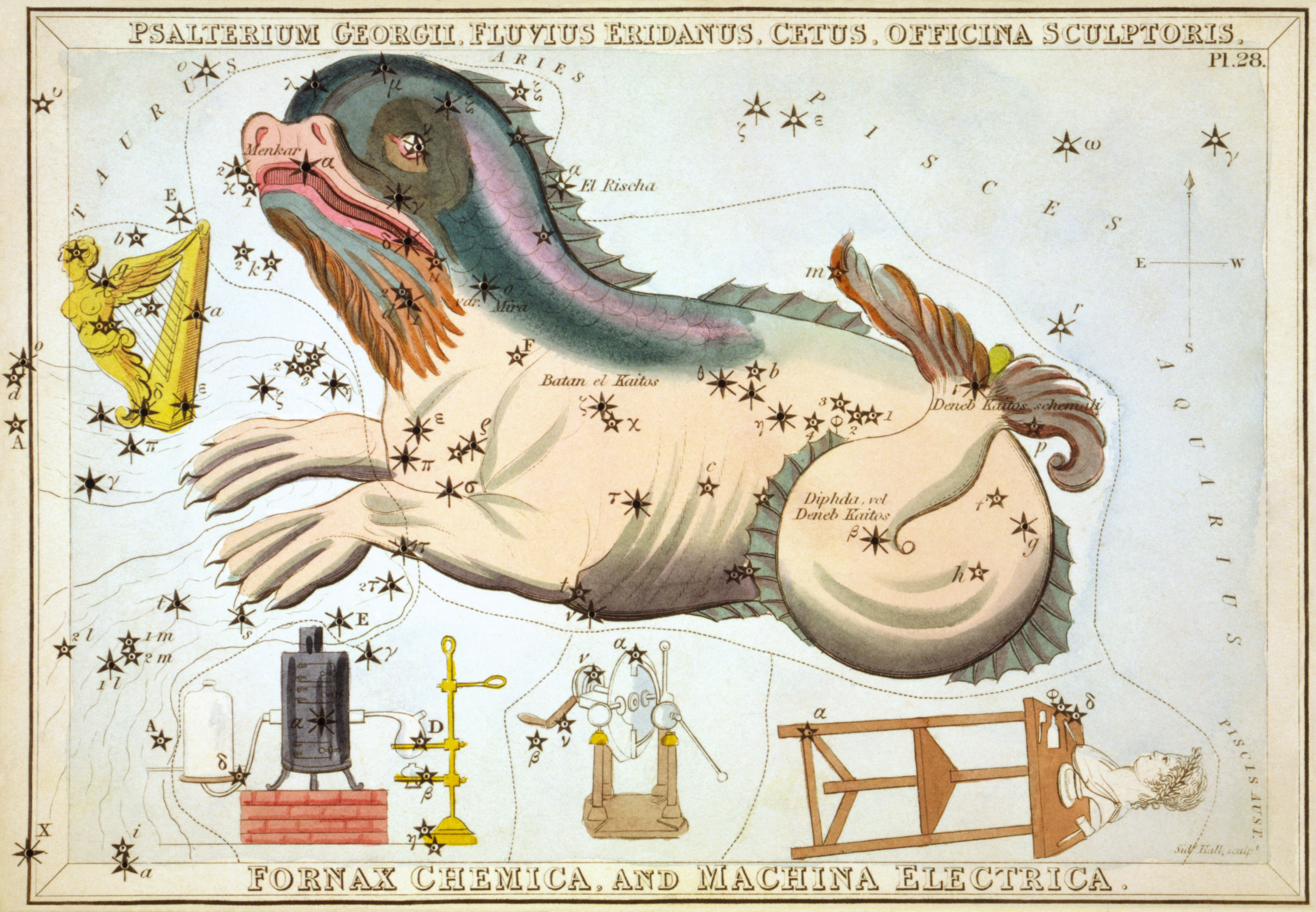
Сузір'я Кит (та деякі інші) із «Дзеркала Уранії», набору тематичних карток опублікованого у Лондоні, бл. 1825

Відоме зі стародавніх часів. Включене до каталогу зоряного неба Клавдія Птолемея Альмагест.

## Зорі
Найяскравіші зорі — α Кита (Менкар) і β Кита (Діфда).
Одна з найцікавіших зір — змінна зоря Міра (ο Кита), яка дала назву класу змінних зір — міріди. Протягом свого періоду 331,65 днів вона змінює свій блиск від 2,0m, коли стає найяскравішою в сузір'ї, до 10,1 m, коли вона невидима навіть у бінокль.
Інша відома зоря — Тау Кита, 17-та за відстанню до Землі, схожа за характеристиками на Сонце і тому згадана в багатьох фантастичних творах. У тому ж районі в бінокль або телескоп видно на три світлових роки ближчу зорю UV Кита, прототип зір, що спалахують. Вона може збільшувати блиск на 6m протягом кількох секунд.
Навколо зорі HD 11964 астрономи виявили три екзопланети.
Із позагалактичних об'єктів виділяється галактика Мессьє 77.